# Panamaische Männer-Handballnationalmannschaft
Die panamaische Männer-Handballnationalmannschaft repräsentiert den Handballverband Panamas als Auswahlmannschaft auf internationaler Ebene bei Länderspielen im Handball gegen Mannschaften anderer nationaler Verbände.

## Geschichte
Die Organización Panameña de Balonmano ist seit 1992 Mitglied in der Internationalen Handballföderation (IHF). Auf kontinentaler Ebene war sie Mitglied in der Pan-American Team Handball Federation. Seit der Aufteilung in zwei Verbände gehört sie der Süd- und zentralamerikanischen Handballkonföderation (SCAHC) an.

## Internationale Großereignisse

### Olympische Spiele
Bisher keine Teilnahme.

### Weltmeisterschaften
Bisher keine Teilnahme.

### Panamerikameisterschaften
Keine Teilnahme.

### Süd- und zentralamerikanische Handballmeisterschaften
Bisher keine Teilnahme.

### Zentralamerikanische Handballmeisterschaften
Bisher keine Teilnahme.

### Panamerikanische Spiele
Bisher keine Teilnahme.

### Zentralamerikaspiele
An den Zentralamerikaspielen nahm Panama einmal teil. Dabei verlor die Auswahl ihre Spiele gegen Costa Rica, El Salvador, Honduras und Nicaragua.
- Zentralamerikanische Spiele 2010: 5. Platz (von 5 Mannschaften)

### Zentralamerika- und Karibikspiele
Bisher keine Teilnahme.

### IHF South and Central American Emerging Nations Championship
Bei der vom Weltverband ausgerichteten IHF South and Central American Emerging Nations Championship verlor die Mannschaft im Jahr 2018 beide Vorrundenpartien gegen Costa Rica (12:63) und Paraguay (18:50) sowie beide Spiele in der Platzierungsrunde gegen El Salvador (28:31) und Bolivien (21:38) und beendete das Turnier auf Platz 11.